# Maciej Marczewski (aktor)
Maciej Marczewski (ur. 13 czerwca 1979 w Warszawie) – polski aktor.

## Życiorys
Syn aktorki Teresy Marczewskiej oraz reżysera Wojciecha Marczewskiego. Młodszy brat reżysera Filipa Marczewskiego.
Uczył się w liceum o profilu ekonomiczno-językowym. W 2002 roku ukończył studia na Wydziale Aktorskim Akademii Teatralnej w Warszawie. Od 2003 roku jest aktorem Teatru Współczesnego. Rozpoznawalność zdobył dzięki odegraniu roli Kuby Radeckiego w filmie Juliusza Machulskiego Ile waży koń trojański? (2008). W serialu Pierwsza miłość (2009) wcielił się w rolę doktora Dariusza Walczaka, który podjął pracę w Szpitalu św. Salomei, gdzie praktyki odbywała główna bohaterka, Maria Krzyżanowska (Aneta Zając). W serialu Na Wspólnej (2010) wcielał się w rolę Darka, znajomego Kingi Brzozowskiej (Ilona Wrońska).
Z żoną Aleksandrą ma troje dzieci: syna Wojciecha i córki-bliźniaczki: Annę i Magdalenę.

## Filmografia
- 2000: Weiser jako Marek, pracownik studia dźwiękowego
- 2003: Zaginiona jako Jacek Matuszewski, przyrodni brat Uli
- 2003: Tak czy nie? jako Adam Melanowski, syn Sławomira
- 2003: Miodowe lata jako Sławek Kalicki (odc.117)
- 2004: Teraz ja jako Paweł
- 2004–2005, 2007: Kryminalni jako Rafał "Roki", policjant wydziału ds. narkotyków
- 2005: Skazany na bluesa jako narkoman
- 2005–2006: Egzamin z życia jako profesor Tarasiewicz, wykładowca Joanny
- 2006: Jan Paweł II jako Marek
- 2007: Nightwatching jako Clement
- 2008: Pitbull jako Adam Tylec (odc. 21)
- 2008: Londyńczycy jako Jaś Skała, kolega Pawła (odc. 12)
- 2008: Ile waży koń trojański? jako Kuba Radecki, drugi mąż Zosi
- 2008: 39 i pół jako Andrzej, partner Magdy (odc. 4)
- 2009–2010: Pierwsza miłość jako doktor Dariusz Walczak
- 2009: Przystań jako Jerzy Wolski (odc. 3)
- 2009: Przeznaczenie jako Dawid (odc. 11 i 12)
- 2009: Ojciec Mateusz jako Adam Brodzki (odc. 28)
- 2009: Generał – zamach na Gibraltarze jako King
- 2009: Generał jako major Steven King (odc. 2, 3 i 4)
- 2010: Na Wspólnej jako Dariusz Kosiński
- 2010–2011, 2013, 2017: Na dobre i na złe jako Paweł Lewicki
- 2010: Kołysanka jako lekarz
- 2010: 1920. Wojna i miłość jako Borys Smoktunowski (odc. 4)
- 2010–2011: Ludzie Chudego jako komisarz Dariusz Rataj
- 2011: Urodziny jako Szymon Warecki
- 2011: Barwy szczęścia jako Mateusz Stankiewicz, syn Krystyny
- 2012: Szpiedzy w Warszawie jako Józef (odc. 1)
- 2012: Bez wstydu jako Andrzej, partner Anki
- 2012–2013: Wszystko przed nami jako Arkadiusz Sandecki
- 2012–2013: Był sobie dzieciak jako powstaniec "Mundek"
- 2013: Wałęsa. Człowiek z nadziei jako KOR-owiec
- 2013: W ukryciu jako funkcjonariusz UB
- 2013: Ranczo jako prokurator Zieliński
- 2013: Ojciec Mateusz jako nauczyciel Ryszard Waldoń (odc.134)
- 2014: Prawo Agaty jako Klaudiusz Maj (odc. 61)
- 2014: Hitler w Operze jako Sebastian, asystent Aarona
- 2015: Ojciec jako Marek
- 2015: Król życia jako "łowca głów"
- 2016: The Interrogation jako Albert
- 2017: Sztuka kochania. Historia Michaliny Wisłockiej jako lekarz na dyżurze
- 2017: Druga szansa jako neurochirurg (Seria III/odc. 12)
- 2018: Kamerdyner jako Gustaw von Viebode, mąż Marity
- 2018: Dywizjon 303. Historia prawdziwa jako Wojciech Januszewicz
- 2018–2019: Blondynka jako powiatowy lekarz weterynarii
- 2018–2019: Barwy szczęścia jako Szymon Jabłoński
- 2019: Pod powierzchnią jako psychiatra (odc. 14)
- 2019: Legiony jako Kazimierz Sosnkowski
- 2019: Dziewczyny ze Lwowa jako prokurator (odc. 48 i 50)
- 2020: W głębi lasu jako inspektor Sebastian Buczkowski
- 2020: Fisheye jako Paweł